# Vilho Annala
Vilho Annala, född 17 januari 1888 i Lappo, död 28 juli 1960 i Helsingfors, var en finländsk historiker och politiker.
Annala avlade studentexamen 1911, blev filosofie kandidat 1915 och filosofie magister 1919. För filosofie licentiatgrad disputerade han 1929. Han tjänstgjorde 1918–1929 som statistiker vid olika ämbetsverk och var 1930–1945 direktör vid Järnvägsstyrelsen; docent i nationalekonomi och statistik vid Helsingfors universitet 1930–1951, professor 1951–1958.
Annala var en av Fosterländska folkrörelsens ledande gestalter och hörde till dem som sökte hålla partiet på den parlamentariska linjen; riksdagsman 1933–1945. Han var partiets ende representant (andre kommunikationsminister) i den samlingsregering som utnämndes vid krigsutbrottet 1941 och satt fram till 1943.
Annala utgav flera företagshistoriska verk samt en sammanställning av glasbruksindustrins historia, Suomen lasiteollisuus 1681–1931 (3 band, 1931–1948). 